# 張平 (十六國)
张平（?—?），五胡十六国时并州刺史。
351年（东晋永和七年）后赵并州刺史张平派使者去向前秦投降，前秦苻健任命张平为大将军、冀州牧。352年，不久张平又转降前燕，前燕慕容儁任命张平为并州刺史。想要保存实力，称雄一方，又投靠前秦。
356年，前秦大将军张平攻击姚襄。姚襄被张平打败，于是与他结为兄弟，各自罢兵休战。357年七月，前秦大将军冀州牧张平派遣使者到东晋请求投降，东晋朝廷授予他并州刺史官职。张平占据了新兴郡、雁门郡、西河郡、太原郡、上党郡、上郡等地，修筑了三百多座坚营垒，有夷、汉的十万多户人家，设置了征镇官吏，要与前燕、前秦相对抗。十月，张平进犯秦地，前秦天王苻坚让晋公苻柳抵御张平。冯鸯已将上党献给东晋，但又归附张平，不久又归附前燕。358年（升平二年），前秦天王苻坚准备亲自出征，讨伐张平。他任命邓羌为前锋督护，率领五千骑兵，驻扎于汾水岸边。张平派养子张蚝抵御。三月，苻坚抵达铜壁，张平用全部兵力出来迎战，张平的兵众彻底溃散。张平请求投降。苻坚授他为右将军，任命张蚝为虎贲中郎将。苻坚将张平的部众三千多户迁徙到了长安。慕容儁派司徒慕容评在并州征讨张平。并州一百多座营垒都投降了前燕，张平统辖的征西将军诸葛骧等人率领一百三十八座营垒投降了前燕，慕容俊都恢复了他们的官职爵位。张平率领三千兵众逃奔到平阳（今山西临汾市南），又一次向前燕请求投降。
前燕以建成将军段刚为平阳郡太守，并派督护韩苞率兵与段刚同守平阳。张平心怀不满，361年（东晋升平五年、前燕建熙二年）九月，张平袭击前燕的平阳，杀掉了段刚、韩苞。又攻打雁门（今山西代县），杀掉了雁门太守单男。张平又遭到前秦军的攻打，他无奈又向前燕谢罪求救。前燕人因为张平反复无常，不予理睬，于是张平被前秦消灭。